# Apothekerbriefchen
Das Apothekerbriefchen oder auch Pulverbriefchen, kurz auch Briefchen oder Brieflein (von „Brief“), ist eine improvisierte Verpackung für kleine Mengen von Schüttgut.
Die aus einem gefalteten Blatt Papier gefertigte, einfache Verpackung eignet sich zur nahezu verlustfreien Aufbewahrung und zum Transport von pulverförmigen Arzneimitteln oder ähnlichen Stoffen. Sie ist auch für geringe Mengen an Saatgut geeignet.
Das Erlernen seiner Herstellung gehörte traditionell zur Ausbildung von Apothekern, mittlerweile wurde es aber durch sicherere Verpackungsformen verdrängt und findet dort praktisch keine Verwendung mehr.

## Herstellung

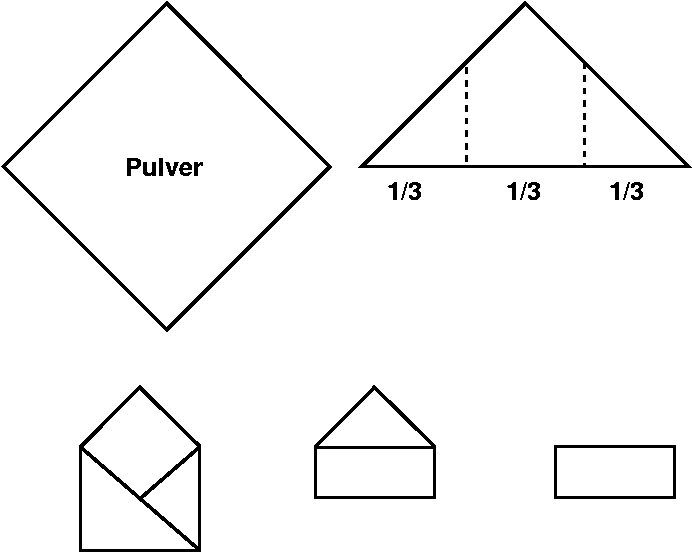
Falten eines Apothekerbriefchens

Das Pulver wird in die Mitte eines quadratischen Stücks Papier gebracht und durch Falten in einem Dreieck eingeschlossen. Falten entlang der gestrichelten Linien ergibt die Form eines offenen Briefes, wobei ein Flügel in die Tasche des anderen eingesteckt wird. Das untere Drittel wird anschließend hochgeklappt. Es dient als Einstecktasche für die obere dreieckige Lasche.

## Verwendung in der Drogenszene
Neben transparenten, wiederverschließbaren Plastiktütchen zählt das Apothekerbriefchen zu den szenetypischen Verpackungsmaterialien für Kokain, Amphetamin, Heroin oder andere pulver- oder kristallförmige Betäubungsmittel. Der Begriff des szenetypischen Päckchen erlangte durch die Drogenaffäre von Michel Friedman im Jahre 2003 Bekanntheit
und entstammt dem Polizeijargon.